# La creación de Eva (Miguel Ángel)
La creación de Eva es el quinto de los frescos realizados por Miguel Ángel en la bóveda de la Capilla Sixtina.

## Descripción
La creación de Eva es una escena pintada por Miguel Ángel que no goza de conocimiento entre la gente, a pesar de que se encuentra junto al fresco más famoso de todos, el de la Creación de Adán. 
En él encontramos a Dios por primera vez en el ciclo de frescos, parado en la Tierra. Su aspecto esta vez es más terrenal. Sus cabellos y barbas ya no son plateadas, sino que se han tornado amarillentas. Dios se cubre con una túnica azul sobre su vestimenta rosa que se le vio en otras ocasiones. Aun así, conserva sus proporciones hercúleas y sigue siendo imponente, comparando su tamaño con el de Eva.
Eva aparece en la escena, confundida y desnuda. Parece que acaba de ser creada. Dios está conversando con ella y ésta, al parecer le está pidiendo algo.
Adán permanece tendido, aún dormido y ajeno a la situación que está ocurriendo. 
Esto, de acuerdo a la historia del Génesis que dice que la mujer fue creada gracias a la costilla que Dios extrajo del cuerpo de Adán. 
Esta vez, Adán ya no se parece al Adán líviano y débil de la escena anterior. Esta vez, Adán cobra gran fuerza, a pesar de estar descansando. Su cara es parecida pero ahora es pelirrojo.
Detrás de ellos se encuentra un paisaje simple. Un cielo azul que se difumina en el horizonte. El mar y el pasto están muy cerca. La acción se está realizando en un lugar entre piedras y árboles jóvenes. Este paisaje está realizado con poca maestría. Solo destacan los cuerpos de Adán, Eva y Dios.